# Currimao
Currimao là một đô thị hạng 5 ở tỉnh Ilocos Norte, Philippines. Theo điều tra dân số năm 2007, đô thị này có dân số 11.305 người trong 2.126 hộ. 

## Các đơn vị hành chính
Currimao được chia ra 23 barangay.
| - Anggapang Norte - Anggapang Sur - Bimmanga - Cabuusan - Comcomloong - Gaang - Lang-ayan-Baramban - Lioes - Maglaoi Centro - Maglaoi Norte - Maglaoi Sur - Paguludan-Salindeg | - Pangil - Pias Norte - Pias Sur - Poblacion I - Poblacion II - Salugan - San Simeon - Santa Cruz - Tapao-Tigue - Torre - Victoria |